# Abdelaziz Meziane Belfkih
Abdelaziz Meziane Belfkih, né en 1944 à Taourirt, et mort le 9 mai 2010 à Rabat, est un haut-fonctionnaire, conseiller royal et ministre marocain.  
Il est tour à tour Secrétaire général du Ministère des travaux publics, Ministre de l'agriculture, Ministre des travaux publics et Ministre de l'Agriculture.   
Au début des années 2000, il joue un rôle majeur dans la construction et le lancement du port de Tanger-Med.  
Proche conseiller de Hassan II puis de Mohammed VI, il est connu pour avoir recruté et promu un nombre significatif de diplômés issus de l'École des Pont et Chaussées.    
Plusieurs d'entre eux occuperont des fonctions majeurs à la tête de Ministères et de Grandes Entreprises.    
Surnommé « le DRH du Maroc » par la presse, certains observateurs soulignent qu'il a su recruter et promouvoir des technocrates de haut niveau . D'autres regrettent cependant une absence de diversification des profils.  

## Diplômes et formations
- Ingénieur en génie civil de l'École nationale des ponts et chaussées (Paris).
- Ingénieur de l'Institut national des sciences appliquées de Lyon.
- DEA en mécanique des solides (Paris X).
- DESS en gestion des projets (Université de Lille).

## Carrière professionnelle
Après un premier poste d'ingénieur à la Direction de l'hydraulique (Aménagements du Barrage Moulay Youssef sur la Tessaout), il est nommé Chef de division technique à la Direction des routes, puis Chef de l'Arrondissement des travaux publics et des communications à Rabat. 
Au lendemain de la Marche verte, il est nommé en décembre 1975 à Laâyoune comme Coordonnateur de l'ensemble des services du Ministère des travaux publics et des communications dans les provinces Sahariennes. 
De retour à Rabat en 1978, il fut successivement : 
- Directeur de l'Inspection générale au Ministère de l'équipement et de la promotion nationale de 1978 à 1980.
- Directeur des routes et de la circulation routière de 1980 à 1983.
- Secrétaire général du Ministère des travaux publics, de la formation professionnelle et de la formation des cadres de 1983 à 1992.
- Ministre de l'agriculture et de la réforme agraire du 11 novembre 1993 au 27 février 1995.
- Ministre des travaux publics du 27 février 1995 au 8 août 1997.
- Ministre de l'agriculture, de l'équipement et de l'environnement du 8 août 1997 au 17 mars 1998.

Le 24 avril 1998, il est nommé Conseiller du roi, poste qu'il a occupé auprès du roi Hassan II et qu'il a continué d'occuper auprès du roi Mohammed VI. En plus de la fonction de Conseiller du roi, il s'est vu confier la responsabilité du pilotage et du suivi de plusieurs dossiers et projets nationaux. Il a ainsi été chargé, depuis mai 1998, de la direction du projet de la liaison fixe à travers le Détroit de Gibraltar, entre le Maroc et l'Espagne (Tunnel de Gibraltar). 
Le 3 mars 1999, le roi Hassan II le désigne Président de la Commission spéciale éducation-formation (COSEF), qui a élaboré la Charte nationale de réforme du système éducatif, approuvée, en octobre 1999, par le roi Mohammed VI. La COSEF a été alors chargée du suivi, de l’évaluation et de l'enrichissement de la réforme, dans le cadre de la décennie nationale de l'éducation-formation (2001-2010). 
Le 26 octobre 2001, le roi Mohammed VI lui confie en plus, la présidence de la Fondation Mohammed VI de promotion des œuvres sociales de l'éducation-formation. Il est Président du Conseil de surveillance de Tanger-Méditerranée (société chargée du projet Tanger-Med). Il a également présidé, en 2002, le « Groupe Bouregreg » qui a élaboré un plan d'aménagement global de la vallée de Bouregreg (Rabat-Salé). 
En 2006, il est nommé par le roi Mohammed VI, Président délégué du Conseil supérieur de l'enseignement,.

## Décorations
- Nationales : Commandeur de l'Ordre du Trône.
- Françaises : Commandeur de la Légion d’Honneur. Grand Officier de l’Ordre National du Mérite.
- Italiennes : Cavalière di Gran Croce.
- Espagnoles : Grand-croix de l'Ordre d'Isabelle la Catholique.